# Sociedade Protetora dos Desvalidos
A Sociedade Protetora dos Desvalidos (SPD) é uma organização civil de pessoas negras no Brasil, fundada em 16 de setembro de 1832. Sua criação aconteceu depois de algumas reuniões preparatórias entre um grupo de dezoito homens negros, liderados pelo africano livre Manoel Victor Serra. A entidade possuía carácter religioso e tinha o objetivo de auxiliar a comunidade negra e promover a compra de cartas de alforria, ajudando africanos escravizados e seus parentes, a adquirirem liberdade.
Mantém-se ativa até o tempo presente, contando, portanto, mais de 180 anos. No início, se chamou Irmandade de Nossa Senhora da Soledade Amparo dos Desvalidos. A partir de 1851, passou a se chamar Sociedade Protetora dos Desvalidos, assumindo características de uma sociedade mutualista, baseada na entreajuda. Quando associados ficavam doentes, desempregados ou familiares destes viessem a falecer, a entidade era acionada como um ponto de apoio. Além disso, tratava-se de um espaço de convivência entre trabalhadores negros livres, que buscavam promoção individual e a oportunidade de um futuro melhor.
Após sua fundação, os membros da organização discutiram a formulação de um termo de compromisso, estabelecendo somente a entrada de indivíduos de cor preta como sócios, critério para admissão de novos sócios conservado até hoje. Naquela época, associações semelhantes surgiam em todo o país em consequência a falta de uma legislação trabalhista e previdenciária que acolhesse estes indivíduos.
A sede está instalada em um prédio próprio no Largo Cruzeiro de São Francisco, número 82, em Salvador, desde 1887.
Turistas que visitam os estabelecimentos da associação podem conferir livros, atas, retratos, e outros registros do tempo da escravidão. No local, pode-se ainda ver e tocar no pilão de moer café (e outros grãos), além de um tacho onde se colocava a comida para o almoço ou jantar coletivo na senzala.
O lema da sociedade é "Fraternidade e Caridade".

## Contexto histórico
Durante a escravidão no Brasil, existiram, para os negros – escravos, alforriados ou livres –, espaços em que mantinham cerca liberdade. As irmandades religiosas se encaixavam nessa categoria. Elas surgiram até pela manutenção do sistema escravista, uma vez que era importante dar certa autonomia aos negros, a fim de não se revoltassem.
Na época, a coroa portuguesa permitiu a construção de irmandades na colônia para se livrar de cláusulas que a obrigava a construir igrejas e assegurar o culto no Brasil. As irmandades também eram vistas com bons olhos pelos proprietários dos escravos, já que que os brancos não gostavam e não queriam dividir o mesmo espaço de culto com os negros. Para a Igreja Católica, a vantagem era aumentar o número de cristãos da Bahia.
Devido ao aumento no número de associações de socorros mútuos, em 22 de agosto de 1860, foi aprovada a lei nº 1.083, seguida dos decretos nº 2.686 e 2.711, publicados respectivamente em 10 de novembro e 19 de dezembro do mesmo ano.
Um dos objetivos destas normas visava controlar a prática associativa no país, o que muitas vezes ocorria de forma arbitrária. Indivíduos que tinham interesse em constituir uma associação eram submetidos a alguns requisitos legais estabelecidos pelo Império, sob o olhar atento do Conselho de Estado. Também eram barrados a criação de coletivos baseados na auto-identificação racial e/ou de origem africana. Com a chegada da República, no começo da década de 1890, outro conjunto de leis regulamentando essas organizações passou a vigorar, como um reflexo das aspirações de uma nova ordem política. Neste período, surgiram novas formas de controle desses espaços de associação.
Nos anos que precederam a abolição da escravidão, apesar de marcados pelo estigma da cor, membros da Sociedade Protetora dos Desvalidos transformaram a entidade em um ambiente de defesa dos trabalhadores inválidos e desempregados, assim como um lugar privilegiado de sociabilidade. Lá, podiam cultivar uma ampla rede clientelistas, incluindo grandes nomes da política, lideranças de movimentos sociais e outras sociedades semelhantes. Estes homens projetavam naquele ambiente uma oportunidade de ter voz e participação em decisões coletivas.

### Fundação
Tudo começou em 1827 quando um grupo de homens negros livres resolveram poupar recursos para situações de emergência. As primeiras reuniões da entidade foram realizadas na Capela de Nossa Senhora do Rosário dos Quinze Mistérios, na Freguesia de Santo Antônio Além do Carmo. No dia 17 de dezembro de 1848, a sede foi transferida para a Igreja de Nossa Senhora do Rosário das Portas do Carmo, na ladeira do Pelourinho, sede de outra sociedade religiosa. Contudo, um conflito envolvendo os irmãos de ambas as associações fez com que a Irmandade dos Desvalidos fosse expulsa, em 1848. A sede é transferida para um prédio na Rua do Bispo, número 665, permanecendo até o ano de 1887, quando a Sociedade adquire um imóvel no largo do Cruzeiro de São Francisco, conservado como matriz até hoje.
Manoel Vítor Serra foi o primeiro presidente, chamado de juiz à época. Ele, ao lado de dois membros-fundadores possuíam uma chave. Somente as três chaves abriam, ao mesmo tempo, o cofre onde guardavam os recursos da SPD. O "Cofre das 3 Chaves" existe até dias atuais e é uma das atrações do lugar, visitado por turistas e baianos.
Ao longo do século XIX, irmandades de negros se dividiam tendo como critério a origem dos seus membros. No caso daquelas fundadas por africanos, dividiam-se as irmandades por 'nações'. Entre a documentação preservada da SPD, não há informações sobre a origem dos fundadores da irmandade – sabe-se somente que são africanos. Não foi, no entanto, o critério da etnia que congregou os primeiros membros da Sociedade, mas sim outro, de caráter religioso. Os fundadores eram negros muçulmanos ou islamizados ou, ainda, maometanos.
A Sociedade Protetora dos Desvalidos destacou-se, dentre as irmandades negras da cidade de Salvador, por abrigar negros adeptos da religião que começou a ganhar corpo entre a comunidade negra na primeira metade do século XIX.
O antropólogo Júlio Santana Braga foi um dos poucos estudiosos a se debruçar sobre a entidade, publicando a única obra específica sobre o tema, resultado de sua dissertação de mestrado, originalmente publicada em 1975. Para ele, a conversão ao catolicismo – exigência para que irmandades negras fossem legitimadas perante o estrato dominante da sociedade – dos membros fundadores da SPD era apenas aparência e feita por conveniência, uma vez que corria nas veias dos seus integrantes sangue islâmico. O fotógrafo e etnólogo Pierre Verger não compartilha da mesma opinião. Segundo ele, os integrantes eram fiéis às duas religiosas com a mesma devoção.

### Abolição da escravidão
Em 13 de maio de 1888, a princesa Isabel de Bragança assinou a lei Áurea, que extinguiu a escravidão no Brasil. Ainda antes deste acontecimento, a Sociedade passa a ter uma orientação mais secular, deixando claro que a ênfase era proporcionar segurança social aos seus membros na medida que se tornavam idosos ou enfermos. Na época, a organização supriu uma necessidade real da população, dada a ausência de programas governamentais do tipo.
Na década de 1930, no entanto, o Estado instituiu políticas públicas voltadas a seguridade social. A partir daí, os registros de membros sugerem uma diminuição gradual das novas inscrições. Em 1899, a associação contava com 394 sócios, número que foi progressivamente diminuindo ao longo do tempo. Em 1909, eram 337 membros; em 1923, 243 e, mais recentemente, em 2004 contabilizavam apenas 100.
O padrão dos associados era cíclica; os membros normalmente entraram como homens solteiros aos vinte e poucos anos, e seus filhos seguiam seus passos cerca de vinte e cinco anos depois.
Apesar da adesão reduzida, a entidade já havia assegurado sua viabilidade financeira por meio de investimentos imobiliários comerciais. Nos dias atuais, a SPD preocupa-se com sua capacidade de sobrevivência, pois perdeu sua posição como órgão vital na comunidade afro-baiana. Realiza conferências, seminários, cursos profissionalizantes de curta duração, tendo como público-alvo jovens de comunidades carentes.

## Características
Para ser admitido como integrante da Sociedade Protetora dos Desvalidos, o sujeito tinha que ser "negro de cor preta", do sexo masculino e possuir algum "meio lícito de sustentação". Na prática, os sócios eram quase todos mestres de um ofício manual qualificado, como marceneiro, pedreiro, ferreiro, etc. Nesse sentido, a alfabetização, mesmo rudimentar, veio a constituir como um critério implícito.
Interessados em integrar o quadro de membros deveriam encaminhar à direção um requerimento em que deveria constar o nome do candidato, sua cor, origem, local de nascimento, profissão, idade, estado civil e número de filhos. O preenchimento desses dados era fundamental para que se analisasse o perfil do candidato a sócio e, a partir disso, o admitissem ou não.
Requeria-se de um indivíduo que também fosse um cidadão livre, portanto não era admitida a entrada de escravos. Para Júlio Braga, o fato da irmandade não aceitar negros escravos no seu quadro de membros pode ser lido como um dos fatores que ajudaram a SPD a se construir como uma agência de prestígio, como pretendia o quadro de diretores da organização.
A SPD foi uma das irmandades negras mais procuradas no século XIX, participando ativamente de importantes acontecimentos sociais da época. Em eventos como as grandes festas religiosas, a irmandade procurava se fazer visível frente à sociedade e às outras entidades. Os próprios membros da SPD buscavam alcançar os altos cargos dentro da irmandade. Para a historiadora Kátia de Queirós Mattoso, essas práticas eram comuns a todas as irmandades, de negros ou não.
Querer tornar-se agência de prestígio, portanto, não foi exclusividade da SPD. No caso das irmandades negras, inclusive, era uma forma de erguer a cabeça, de mostrar dignidade.
Buscar nomes importantes entre os membros da entidade também era um hábito constante. Uma das figuras foi o pesquisador e político Manuel Querino, que teve alguns problemas na instituição. Uma vez fora do quadro de sócios (não se sabe se ele foi demitido ou se pediu para sair), entre 1892 e 1894, ele tentou ser readmitido, o que aconteceu depois de muitos acordos com os membros do conselho. Um retrato de Querino ainda pode ser visto em uma das salas da entidade.
Uma das obrigações como integrante da SPD era o pagamento de mensalidades (mediante entrega de joias). As joias eram guardadas em um cofre, que, em festas importantes, como a da Padroeira da Irmandade, a Virgem da Soledade, era aberto. O dinheiro arrecadado era usado para ajudar viúvas, amparar órfãos e idosos, prestar socorro aos irmãos doentes e inválidos para trabalhar. Após dezoito anos de contribuição, os membros ganhavam o título de remido.
A partir de 1888, ano da abolição da escravidão, a Sociedade começa a adquirir propriedades tanto residenciais como comerciais. Em 2004, a organização chegou a possuir vinte edifícios, a maioria localizados no centro da cidade, utilizados para fins residenciais e comerciais. Muitos deles possuíam constante necessidade de reparação, o que acabou por ser benéfico aos membros. A maioria eram artesões e eram contratados para trabalhos de manutenção.
Membros mais velhos que viviam sozinhos recebiam visitas regulares do visitador, pessoa responsável por encontrar pessoalmente associados idosos ou enfermos para a entrega de pagamentos. Por vezes, eram contratados cuidadores para sujeitos nessa condição.
Mulheres puderam ingressar na associação desde meados do século XX.

### Contradições
De acordo com Júlio Braga, a Sociedade Protetora dos Desvalidos, além de “socorrer e amparar seus associados em caso de necessidade, constituiu-se como tantas outras, numa agência de prestígio para seus membros”, com a condição de que os interesses desses sujeitos “não se chocassem com os interesses maiores da sociedade dominante”. Um dos indícios desse prestígio na sociedade escravocrata era a posse de cativos, portanto, há registros de que alguns sócios foram senhores de escravos.
Feliciano Primo Ferreira, que fez parte da diretoria, de 1852 até 1854, tinha pelo menos um escravo. Manoel José d’Etra, primeiro secretário em 1844, além de possuir escravos, fazia parte do círculo social de dois africanos libertos, Antônio Xavier de Jesus e Manoel Joaquim Ricardo, que além de possuírem numerosos cativos, também eram importadores de escravos africanos durante o período ilegal do comércio negreiro.— 
Nesse sentido, vale destacar a presença de uma espécie de “elite dominante” dentro da própria Sociedade Protetora dos Desvalidos, devido à identificação de sujeitos que alcançaram influência na política interna da associação.
Em dado momento, outro aspecto contribuiu para uma "elitização" da Sociedade. De forma implícita, a profissão se tornou critério mais imperioso para definir a entrada de um candidato a membro na irmandade. Em suma, supõe-se que os integrantes da SPD constituíram, por assim dizer, uma ‘elite negra’ da Salvador oitocentista.

### Mudança na admissão de novos membros
Em 29 de março de 1845, o membro-fundador, Manuel Vítor Serra define a Sociedade como uma irmandade composta por crioulos — negros nascidos no Brasil. A partir deste documento, é declarado um novo critério de admissão na SPD: ser brasileiro, ou melhor, ‘ser natural’ do país, o que necessariamente implica na condição de ter nascido no Brasil.
Uma hipótese que pode explicar a mudança perpassa as movimentações sociais relacionadas a Revolta dos Malês. Na noite de 24 para 25 de janeiro de 1835, escravos de origem islâmica se organizaram em um movimento de revolta a fim de libertar escravos africanos que fosse muçulmanos e tomar o governo. A sublevação criou um ambiente de perseguição e violência contra africanos que tomou da Bahia durante todo aquele ano.
A comando da polícia, africanos tiveram constantemente suas casas invadidas e encaminhados às prisões públicas se não respondessem de forma convincente, aos olhos dos dirigentes da lei. Diante disso, muitos africanos retornaram à sua terra de origem, ora por vontade própria ora porque as autoridades assim ordenavam. Africanos — escravos ou libertos — passaram a viver sob severa vigilância, com suas vidas controladas por uma série de medidas legais.
Nota-se que o documento foi escrito por Manuel Vítor Serra dois meses após o levante dos malês, no auge da perseguição contra africanos. Portanto, é possível supor que a mudança radical em relação à admissão de novos membros foi uma medida de precaução ou, até mesmo, uma imposição das autoridades locais.
Anos depois, o critério se manteve o mesmo. No estatuto de 1874, a questão é destacada da seguinte forma:

Art. 1.º. — Podem ser admittidos socios effectivos da Sociedade Protectora dos Desvalidos todos os cidadãos brazileiros de cor preta, que estejão no caso de o ser, que tenhão um meio lícito d’onde tirem um lucro sufficiente para sua subsistencia, e que sejão de edade nunca menor de 18 anos, nem maior de 50, e cuja conducta seja regular.(sic)— 

### Análise
As irmandades negras construídas na era colonial e pós-colonial, sob determinado ponto de vista, são vistas como "verdadeiras cidadelas contra a opressão". Apesar de não confrontar de forma agressiva, ou até armada, elas representavam um oposição simbólica às classes dominantes. De forma paradoxal, as entidades foram erguidas com o aval e o estímulo da Igreja, aliado ao Estado que, usaram de artifício para se conservar no poder.
Para Júlio Braga, "foi com o intuito de lutar contra a estrutura social vigente, justamente, que negros libertos, usando dessa mesma estrutura, se organizaram em instituição permitida socialmente e, sob a égide da Igreja Católica, litar em defesa dos seus irmãos de cor".
As irmandades de cor não eram apenas instrumento evangelizador do colonizador, como também, e principalmente, uma forma de autonomia e preservação dos 'nichos' africanos em meio a uma sociedade escravista brasileira.
O fato de essas irmandades entendidas como racialmente coesas criou rivalidade entre coletivos pretos e as brancos. Este antagonismo do sistema escravista teria contribuído para a formação de uma consciência negra "transétnica" ou "supratribal". Ou seja, ultrapassando as separações entre nações dentro da comunidade negra e/ou africana.
As atividades desenvolvidas nesse espaço iam, portanto, além da religião, transformando-se em um grande centro de resistência.
Atualmente, a associação é tida como "a primeira previdência social do Brasil".